# Семилуки
Семилуки (рус. Семилуки) град је у Русији у Вороњешкој области. Налази се на обалама реке Дона. Географски положај му је 51° 41′ N 39° 02′ E / 51.683° С; 39.033° И.

## Историја
Град је основан 1894. близу железничке станице Семилуки, која је опет, била именована према оближњем селу.
1929. саграђена фабрика ватросталних материјала. 1931. Семилуки су постали седиште Семилучког округа. У 1942. га је окупирала Немачка. Ослобођен је 1943. Нацисти су уништили 90 посто фабрике. Статус града је добијен 1954.

## Становништво
| 1939. | 1959.  | 1970.  | 1979.  | 1989.  | 2002.  | 2010.  |
| ----- | ------ | ------ | ------ | ------ | ------ | ------ |
| 7.300 | 13.323 | 18.221 | 20.243 | 21.650 | 25.559 | 26.023 |